# Abel Schrøder den yngre
 Abel Schrøder (den yngre), (1602-5. marts 1676), var billedskærer og boede i Næstved. Tilnavnet "den Yngre" skyldtes at en ældre billedskærer af samme navn havde arbejdet for Christian 4. og for byens kirker. Den yngre Abel Schrøder var fra 1634 organist ved Sankt Mortens Kirke. Til sjællandske kirker er der fra hans værksted udgået en hel række arbejder, alle skårne i egetræ og ofte malede og forgyldte. De kunne eftervises ved hjælp af signaturer og stilistiske ejendommeligheder, medens skriftlige kilder kun giver oplysning om et enkelt. 1641 skar han altertavlen i Vordingborg Kirke, 1657 havde han fuldført altertavlen i Præstø Kirke, 1661-63 leverede han alter og prædikestol til Holmens Kirke i København og 1667 alteret til Sankt Mortens Kirke i Næstved.
Foruden disse hovedværker har han udført enkelte epitafier og en del mindre arbejder til landsbykirker, f.eks. alteret i Tybjærg (1658). Svenskekrigene har sikkert skadet hans virksomhed, og 1663 klagede han til kongen over de tunge skatter. Hans sidste arbejde er vistnok alteret i Vetterslev (1671); prædikestolen i Sankt Peders Kirke i Næstved (fra samme år) er med urette tilskrevet ham; efter dens stil at dømme må den være skåret af hans meget produktive samtidige, "alterbyggeren" Lorentz Jørgensen i Holbæk. Abel Schrøder døde 5. marts 1676; hans hustru, Mette Pedersdatter, overlevede ham.
I et og alt præges hans værker af den da herskende smags dyder og lyder. Figurerne er rå og plumpe, men ornamentikken er overvældende rig. De senere større arbejder med deres vrimlende figurer, snoede søjler, bølgende lister og talløse øreflipslyng virker pompøst og hører til den nordiske baroks ejendommeligste frembringelser.